# Stina Nordenstam
Stina Nordenstam, née le 4 mars 1969 à Fisksätra dans le comté de Stockholm, est une chanteuse, auteur-compositeur et musicienne suédoise.

## Biographie
Stina Nordenstam s'initie à la musique dès son enfance, sous l'impulsion de son père. Elle commence à composer à l'adolescence et rejoint la formation jazz The Flippermen, avant de commencer une carrière en solo. Elle signe un contrat discographique avec le label suédois Telegram Records et enregistre son premier album, Memories of a Color, en 1991. Produit par Johan Ekelund, le disque est constitué de morceaux pop aux arrangements jazzy. Il est distribué par East West Records au niveau international. En 1994 ses ventes atteignent les 50 000 exemplaires selon le label, dont près de la moitié sur le marché japonais. Memories of a Color est remarqué par les responsables du label indépendant britannique 4AD. La chanteuse se rend à Londres l'année suivante pour enregistrer des maquettes ; sa collaboration avec le label tourne court mais à cette occasion elle découvre les artistes 4AD, notamment le collectif This Mortal Coil et le groupe de Mark Kozelek, Red House Painters,.
Sur And She Closed Her Eyes…, son deuxième album, paru en 1994, elle est accompagnée par le groupe suédois Popsicle et par le trompettiste Jon Hassell, invité sur le titre Crime. Le clip du single Little Star, réalisé par Michel Gondry, est diffusé fréquemment sur la chaîne musicale MTV Europe. Malgré le succès du disque, qui lui permet de toucher un public plus large, Nordenstam, qui se produit rarement sur scène, refuse de partir en tournée pour le promouvoir,. L'album Dynamite est édité en 1996. La même année, le titre Little Star, extrait de l'album précédent, est inclus sur la bande originale du film Roméo + Juliette du réalisateur Baz Luhrmann. En 1998, Nordenstam réalise People Are Strange, un album de reprises sur lequel elle interprète des chansons de Prince, des Doors, ou encore de Tim Hardin,.
Coproduit par Mitchell Froom et Tchad Blake, l'album This Is… paraît en 2001 sur Independiente, il comprend deux duos avec Brett Anderson du groupe britannique Suede,. The World Is Saved est édité en 2004 par A Walk in the Park, label fondé par Nordenstam, et distribué par V2 Music.

## Style musical
Stina Nordenstam interprète toutes ses chansons en anglais, langue selon elle la mieux adaptée aux sentiments qu'elle cherche à exprimer. Sa voix et sa manière de chanter, souvent dans un chuchotement, ont été comparées dans la presse à celles de Rickie Lee Jones et de Björk. Elle compose, arrange et coproduit ses chansons. Après un premier album aux arrangements jazzy, elle opte pour un style plus pop sur And She Closed Her Eyes…. Dynamite, édité en 1996, adopte un son plus rock, marqué par l'emploi de guitares au son distordu.

## Discographie

### Albums
- Memories of a Color (1991, East West Records)
- And She Closed Her Eyes… (1994, East West)
- Dynamite (1996, East West)
- People Are Strange (1998, East West)
- This Is… (2001, Independiente)
- The World Is Saved (2004, A Walk in the Park/V2)

### Singles et EP
- Memories of a Color (1992)
- Another Story Girl (1993)
- Little Star (1994)
- Something Nice (1994)
- The Photographer's Wife (1996, CD 3 titres, en collaboration avec Anton Fier)
- Dynamite (1997)
- People Are Strange (1998)
- Lori Glori (2001)
- Sharon & Hope (2002)
- Get on With Your Life (2004)
- Parliament Square (2004)

### Participations
Stina Nordenstam a contribué aux disques suivants :
- interprète Ask the Mountains sur l'album Voices de Vangelis (1995)
- interprète To the Sea sur l'album Pocket Universe de Yello (1997)
- chante sur la B.O. du film Aberdeen de Hans Petter Moland, composée par Zbigniew Preisner (2000)
- interprète Her Voice Is Beyond Her Years sur l'album Half the World Is Watching Me de Mew (2000)
- interprète Snow Borne Sorrow sur le l'album Snow Borne Sorrow de Nine Horses (2005)
- interprète Birds Sing For Their Lives sur le EP Money for All de Nine Horses (2006)
- interprète "Into the Wasteland" sur l'album "Into the Wasteland" du duo danois Filur (2006)